# Jean-Pierre Fougerat
Pour les articles homonymes, voir Fougerat.
Jean-Pierre Fougerat, né le 11 mai 1953 à Poitiers (Vienne) et mort le 21 février 2015 à Couëron (Loire-Atlantique), est un homme politique français, membre du Parti socialiste.

## Biographie
Jean-Pierre Fougerat est marié et père de deux enfants. 
Il a commencé sa carrière dans l'encadrement sportif, avant de devenir directeur des sports de la commune de Couëron, dans la banlieue ouest de Nantes, dont il est maire depuis 1995. Il est premier vice-président de Nantes Métropole depuis 2001 et a été conseiller général de Loire-Atlantique de 1998 à 2012 avant de devenir Député de la 3e circonscription de Loire-Atlantique le 21 juillet 2012 à la suite de la nomination de Jean-Marc Ayrault (dont il est le suppléant) au poste de Premier ministre.
Jean-Pierre Fougerat est reconnu pour être un homme politique de terrain, pour sa proximité et son accessibilité ; ancien maître-nageur, il aimait à dire qu'il avait appris à nager à la moitié de ses concitoyens.
Victime de problèmes de dos et malade, il annonce en janvier 2015 se mettre en retrait et déléguer une partie de ses fonctions à sa première adjointe, Carole Grelaud.
Son décès, des suites d'un cancer, est annoncé le 21 février suivant, suscitant des réactions émues parmi les principales personnalités politiques de l'agglomération nantaise. Jean-Marc Ayrault, notamment, se dit « bouleversé et profondément triste », rendant hommage à son parcours et rappelant que ce décès intervient peu après celui de Charles Gautier, autre figure du socialisme nantais, tandis que Johanna Rolland, maire de Nantes et présidente de Nantes Métropole, parle d'une « grande figure de notre territoire » qui « aimait les gens ».
En son hommage, les quais Gambetta et Émile Paraf, bordant les rives de la Loire à Couëron, sont devenus, en 2016, le quai Jean-Pierre Fougerat.

## Parcours politique

### Maire de Couëron
Jean-Pierre Fougerat a été élu maire de Couëron le 23 juin 1995. Il a été réélu lors des élections municipales de 2001. Au cours de cette mandature, entre 2001 et 2008, un groupe d'opposition Vert constituait la particularité de ce Conseil municipal. 
Lors des élections municipales de 2008, les Verts ont rejoint la liste de la majorité, et sans adversaire, la liste conduite par Jean-Pierre Fougerat a été reconduite avec 100 % des suffrages exprimés.
Pour les élections municipales de mars 2014, trois listes se sont affrontées à Couëron. Jean-Pierre Fougerat est candidat pour un quatrième mandat avec une équipe d'union de la gauche qui réunit Europe Écologie Les Verts, le Parti Communiste, le Parti radical de gauche, l'Union démocratique bretonne, les Alternatifs et la société civile. Face à lui, une nouveauté depuis 1995, une liste divers droite est présente Un renouveau pour Couëron menée par François Fedini. Le Parti de Gauche a également décidé de présenter une liste « Couëron à gauche autrement » avec à sa tête Gérard Cossalter (ancien membre du Parti socialiste). Jean-Pierre Fougerat  est réélu le 29 mars 2014 à la suite de la victoire de la liste qu'il menait au premier tour de l'élection municipale de 2014.

### Premier vice-président de Nantes Métropole
En 2001, la commune de Couëron adhère à la communauté urbaine de Nantes Métropole, dont Jean-Pierre Fougerat devient Vice-président et Vice-président délégué dès 2008. Il est alors délégué aux finances, affaires générales, voirie et espace public, voies privées, cimetières communautaires (à l'exception de l'attribution des concessions), contrats de co-développement, lycées et collèges, grands équipements. Il est également membre des Commissions Proximité et Territoires, et Affaires générales. Il appartient à l'intergroupe pour une agglomération solidaire, un développement durable et un progrès partagé.

### Conseiller général de Loire-Atlantique
Jean-Pierre Fougerat est élu conseiller général du canton de Saint-Étienne-de-Montluc le 22 mars 1998. Il est réélu lors des élections cantonales de 2004 et 2011. Dominique Uberti, maire du Temple-de-Bretagne, est sa suppléante.
Il a présidé plusieurs commissions du Conseil général, principalement liées à la voirie, et était membre de la commission consacrée aux « Finances, ressources humaines, gestion et évaluation des politiques publiques ». Dernièrement, il présidait la Commission des finances.
Dès sa prise de fonction en tant que député, en juillet 2012, il a décidé de mettre un terme à son mandat de conseiller général de Loire-Atlantique. Sa suppléante Dominique Uberti, est de fait devenue conseillère générale du canton le 24 août 2012.

### Député de la troisième circonscription de Loire-Atlantique
En juin 2007, Jean-Marc Ayrault, député de la troisième circonscription de Loire-Atlantique depuis les élections législatives de 1988, choisit Jean-Pierre Fougerat comme suppléant. 
Nommé Premier ministre le 15 mai 2012, Jean-Marc Ayrault cesse d'être député un mois plus tard et Jean-Pierre Fougerat le remplace au palais Bourbon pendant les quatre derniers jours de la XIIIe législature du 16 au 19 juin 2012. 
Il est à nouveau suppléant du Premier ministre pour les élections législatives de juin 2012. Ce dernier ayant été réélu dès le premier tour du scrutin avec 56,21 % des voix, et reconduit à Matignon, le 21 juillet 2012, ne pouvant cumuler les deux fonctions, Jean-Pierre Fougerat redevient alors député.
Il est membre de la commission de la Défense nationale et des forces armées et du Groupe Socialiste Républicain et Citoyen à l'Assemblée nationale jusqu'au 1er mai 2014, un mois après la démission du gouvernement Ayrault et date à laquelle Jean-Marc Ayrault retrouve son mandat de député.